# John Waite
John Waite (ur. 4 lipca 1952 w Lancaster) – brytyjski muzyk i piosenkarz.

## Kariera
Początkowo występował z grupami The Babys oraz Bad English jako wokalista. Europejskie radia w latach 70. XX wieku i później grywały jego piosenki: Missing You, nagraną z The Babys Isn't It Time czy z Bad English When I See You Smile. Waite rozpoczął solową karierę w 1982, przerywając ją w różnych okresach. Nowy okres kariery solowej rozpoczął w 1995, wydając kolejne płyty: Temple Bar (1995), Figure in a Landscape (2001), Live & Rare Tracks (2001), The Hard Way (2004), Downtown: Journey of a Heart (2007), Rough & Tumble (2011).
Missing You z albumu No Brakes z 1984 osiągnęła pierwszą pozycję listy przebojów Hot 100 tygodnika "Billboard".